# Michael Rice
Michael Rice (Hartlepool, 1997. október 25. –) brit énekes. Ő képviselte az Egyesült Királyságot a 2019-es Eurovíziós Dalfesztiválon, Tel-Avivban a Bigger than Us (magyarul: Nagyobb nálunk) című dalával, ahol utolsó lett.

## Karrier
2014-ben jelentkezett a brit The X Factor tizennegyedik évadába. 2018-ban részt vett az All Together Now első és eddig egyetlen évadában, amit végül megnyert. 2019. január 23-án a BBC Radio 2-ban bejelentették, hogy bekerült a Eurovision: You Decide mezőnyébe, amit 2019. február 8-án meg is nyert, így Michael kapta a lehetőséget, hogy képviselje országát az Eurovíziós Dalfesztiválon.
Michael a május 18-i döntőben lép színpadra.

## Diszkográfia

### Kislemezek
- Bigger than Us (2019)